# Olympische Sommerspiele 1984/Kanu – Einer-Kajak 500 m (Frauen)
Die Wettkämpfe im Einer-Kajak über 500 Meter bei den Olympischen Sommerspielen 1984 wurden vom  6. bis 10. August auf dem Lake Casitas ausgetragen.
Es wurden zwei Vorläufe, ein Halbfinale und ein Finale ausgetragen.
Olympiasieger wurde die Schwedin Agneta Andersson, die auch im Kanadier-Zweier Gold holen konnte.

## Ergebnisse

### Vorläufe
Die jeweils ersten drei Boote qualifizierten sich direkt für das Finale, die restlichen Boote für da Halbfinale.

#### Vorlauf 1
| Rang | Athletin           | Nation             | Zeit        |
| ---- | ------------------ | ------------------ | ----------- |
| 1    | Agneta Andersson   | Schweden           | 2:02,88 min |
| 2    | Elizabeth Blencowe | Australien         | 2:05,51 min |
| 3    | Tecla Marinescu    | Rumänien           | 2:05,72 min |
| 4    | Shelia Conover     | Vereinigte Staaten | 2:06,89 min |
| 5    | Lesley Smither     | Großbritannien     | 2:10,81 min |
| 6    | Ho Kim Fai         | Hongkong           | 2:30,96 min |

#### Vorlauf 2
| Rang | Athletin           | Nation         | Zeit        |
| ---- | ------------------ | -------------- | ----------- |
| 1    | Barbara Schüttpelz | BR Deutschland | 2:02,14 min |
| 2    | Béatrice Basson    | Frankreich     | 2:03,61 min |
| 3    | Annemiek Derckx    | Niederlande    | 2:04,75 min |
| 4    | Lucie Guay         | Kanada         | 2:06,94 min |
| 5    | Ingeborg Rasmussen | Norwegen       | 2:09,33 min |

### Halbfinallauf
Die ersten drei Boote des Halbfinals erreichten das Finale.
| Rang | Athletin           | Nation             | Zeit        |
| ---- | ------------------ | ------------------ | ----------- |
| 1    | Lucie Guay         | Kanada             | 2:03,73 min |
| 2    | Shelia Conover     | Vereinigte Staaten | 2:03,79 min |
| 3    | Lesley Smither     | Großbritannien     | 2:03,80 min |
| 4    | Ingeborg Rasmussen | Norwegen           | 2:04,46 min |
| 5    | Ho Kim Fai         | Hongkong           | 2:30,40 min |

### Finale
| Rang | Athletin           | Nation             | Zeit        |
| ---- | ------------------ | ------------------ | ----------- |
| 1    | Agneta Andersson   | Schweden           | 1:58,72 min |
| 2    | Barbara Schüttpelz | BR Deutschland     | 1:59,93 min |
| 3    | Annemiek Derckx    | Niederlande        | 2:00,11 min |
| 4    | Tecla Marinescu    | Rumänien           | 2:00,12 min |
| 5    | Béatrice Basson    | Frankreich         | 2:01,21 min |
| 6    | Shelia Conover     | Vereinigte Staaten | 2:02,38 min |
| 7    | Lucie Guay         | Kanada             | 2:02,49 min |
| 8    | Elizabeth Blencowe | Australien         | 2:02,63 min |
| 9    | Lesley Smither     | Großbritannien     | 2:04,09 min |

## Weblink
- Ergebnisse